# Gochona entelarada asturleonesa
La Gochona entelarada asturleonesa es una raza vacuna española autóctona de la frontera entre Asturias y León, de tipo ambiental y de montaña, pues se sitúa en los Picos de Europa.
Esta raza es una raza con un pelaje variable del rubio al retinto, y un peso de entre 400 y 500 kilos en los machos o toros. Puede presentar manchas cárdenas en el vientre, y en los cabos y extremos. De perfil cóncavo. Se utiliza para la producción de carne magra, pues engrasa con dificultad, debido a su naturaleza rústica.
En la actualidad tiene serios problemas de conservación. La raza es un residuo del choque de los troncos rubio y castaño europeo en la península producido por la mantequera leonesa y la raza asturiana, en concreto con la variedad asturiana de la montaña. Al igual que sus antecesoras, su utilidad como animal rústico era el trabajo, y por eso está en retroceso, con un censo de unas 150 en León, y unas 70 en Asturias. Los gobiernos de ambas provincias han colaborado en programas de protección de la raza, que se recupera lentamente.
No está incluida en el Catálogo Oficial de Razas de Ganado de España del Ministerio de Agricultura, Pesca y Alimentación, por lo que no tiene reconocimiento oficial.
Referencias: Razas de rumiantes y monogástricos. CenSYRA, León.